# 田中光 (ラグビー選手)
田中 光（たなか ひかる、1989年3月24日 - ）は、トップイースト-Bクリーンファイターズ山梨に所属するラグビーユニオン選手。

## プロフィール
- 新潟県出身。
- ポジションはプロップ(PR)。
- 身長 177cm、体重 110kg
- ニックネームはヒカル。
- U19日本代表[1]やU20日本代表[2]に選ばれたことがある。

## 略歴
15歳からラグビーを始めた。
2007年、新発田農業高校卒業後、山梨学院大学に入る。
2011年、山梨学院大学卒業後、NECグリーンロケッツ（現・NECグリーンロケッツ東葛）に加入。同年10月29日に行われたジャパンラグビートップリーグ第1節の神戸製鋼コベルコスティーラーズ戦に先発出場で公式戦初出場を果たす。
2022年、クリーンファイターズ山梨に加入。